# Associazione Sportiva Giana Erminio 2016-2017
Questa voce raccoglie le informazioni riguardanti dell'Associazione Sportiva Giana Erminio nelle competizioni ufficiali della stagione 2016-2017.

## Divise e sponsor
Il fornitore tecnico per la stagione 2016-2017 è Umbro, al secondo anno di collaborazione con la Giana Erminio:
- La divisa principale (preparata specificamente per il club) è bianca, decorata sul torso da due larghe strisce verticali azzurre paracentrali, che si interrompono sul ventre per lasciare spazio al marchio dello sponsor. Le maniche sono attraversate da una fascia azzurra, mentre il dorso è quasi completamente bianco (fatti salvi due riquadri azzurri nella parte inferiore). I pantaloncini e i calzettoni sono di colore azzurro o bianco, con orli e risvolti nel colore opposto. Le scritte e i numeri sono color blu notte.
- La seconda divisa (ricavata dal catalogo dello sponsor tecnico) è costituita da un completo (maglia, pantaloncini e calzettoni) rosso, con scollo a V chiuso da un lembo di tessuto color blu notte e una fascia nera contenente il simbolo dello sponsor tecnico (ripetuto in sequenza) che attraversa spalle, maniche e i lati dei pantaloncini. Scritte e numeri sono di colore bianco.
- La terza divisa (anch'essa da catalogo) è costituita da un completo (maglia, pantaloncini e calzettoni) blu notte, con scollo a V chiuso da un lembo di tessuto color bianco e una fascia nera contenente il simbolo dello sponsor tecnico (ripetuto in sequenza) che attraversa spalle, maniche e i lati dei pantaloncini. Scritte e numeri sono di colore bianco.

Gli sponsor ufficiali di maglia sono il Caseificio Bamonte (proprietà del presidente della squadra), il cui marchio è impresso al centro del torso, e Cogeser Energia (impresa specializzata nella produzione e distribuzione di gas naturale ed energia elettrica), che appone il proprio logo nella parte bassa del dorso.
| Casa | Trasferta | Terza divisa |

## Organigramma societario
Dal sito internet ufficiale della società.
Area direttiva
- Presidente: Oreste Bamonte

Area organizzativa
- Team manager: Giorgio Domaneschi
- Match analyst: Cristiano Callegaro
- Magazziniere: Vincenzo Omati, Franco Galletti, Paolo Albé

Area tecnica
- Allenatore: Cesare Albè
- Allenatore in seconda: Raul Bertarelli
- Preparatore atletico: Davide Cochetti
- Preparatore dei portieri: Matteo Lissoni

Area sanitaria
- Responsabile: Stefano Rossi
- Medici sociali: Davide Mandelli, Maurizio Gallo
- Fisioterapista: Luca Fagnani
- Massofisioterapista: Mauro Bulla, Franco Giombelli

## Rosa
Aggiornata al 22 aprile 2017
| N. |                        | Ruolo | Calciatore               |
| -- | ---------------------- | ----- | ------------------------ |
| 1  | Inghilterra (bandiera) | P     | Pablo Sánchez            |
| 2  | Italia (bandiera)      | D     | Simone Perico            |
| 3  | Italia (bandiera)      | D     | Matthias Solerio         |
| 4  | Italia (bandiera)      | C     | Riccardo Chiarello       |
| 5  | Italia (bandiera)      | D     | Simone Perico            |
| 5  | Italia (bandiera)      | C     | Alex Pinardi             |
| 6  | Italia (bandiera)      | C     | Matteo Marotta           |
| 7  | Italia (bandiera)      | C     | Daniele Pinto            |
| 8  | Italia (bandiera)      | C     | Marco Biraghi (capitano) |
| 9  | Italia (bandiera)      | A     | Salvatore Bruno          |
| 10 | Italia (bandiera)      | A     | Fabio Perna              |
| 11 | Italia (bandiera)      | D     | Tommaso Augello          |
| 12 | Italia (bandiera)      | P     | Federico Capaccio        |

| N. |                   | Ruolo | Calciatore           |
| -- | ----------------- | ----- | -------------------- |
| 13 | Italia (bandiera) | C     | Luca Tremolada       |
| 14 | Italia (bandiera) | C     | Alessio Iovine       |
| 15 | Italia (bandiera) | D     | Simone Bonalumi      |
| 16 | Ghana (bandiera)  | A     | Gullit Asante Okyere |
| 17 | Italia (bandiera) | C     | Simone Greselin      |
| 18 | Italia (bandiera) | A     | Tommaso Lella        |
| 18 | Ghana (bandiera)  | A     | Samuel Darko Appiah  |
| 19 | Italia (bandiera) | D     | Gabriele Rocchi      |
| 20 | Italia (bandiera) | C     | Marco Capano         |
| 22 | Italia (bandiera) | P     | Sergio Viotti        |
| 23 | Italia (bandiera) | D     | Alessandro Sosio     |
| 24 | Italia (bandiera) | D     | Andrea Montesano     |
| 25 | Italia (bandiera) | A     | Aldo Ferrari         |

## Calciomercato

### Sessione estiva(dal 1º/7 al 1º/9)
| Arrivi | Arrivi               | Arrivi              | Arrivi     |
| R.     | Nome                 | da                  | Modalità   |
| ------ | -------------------- | ------------------- | ---------- |
| P      | Sergio Viotti        | Martina             | definitivo |
| D      | Gabriele Rocchi      | Sporting Bellinzago | definitivo |
| C      | Riccardo Chiarello   | Arzignano           | definitivo |
| C      | Alex Pinardi         | Feralpisalò         | definitivo |
| A      | Aldo Ferrari         | Mario Zanconti      | definitivo |
| A      | Alessio Iovine       | Renate              | definitivo |
| A      | Tommaso Lella        | Pontisola           | definitivo |
| A      | Gullit Asante Okyere | Grumellese          | definitivo |

| Partenze | Partenze              | Partenze     | Partenze   |
| R.       | Nome                  | a            | Modalità   |
| -------- | --------------------- | ------------ | ---------- |
| P        | Alberto Paleari       | Cittadella   | definitivo |
| D        | Marco Costa           | Monza        | prestito   |
| D        | Tiziano Polenghi      | svincolato   | definitivo |
| C        | Saulo Brambilla       | Pro Sesto    | prestito   |
| C        | Claudio Grauso        | Rivoli       | definitivo |
| C        | Gianluca Remuzzi      | Pontisola    | definitivo |
| C        | Riccardo Rossini      | Pro Piacenza | definitivo |
| C        | Riccardo Sanzeni      | svincolato   | definitivo |
| A        | Pietro Maria Cogliati | Vibonese     | definitivo |
| A        | Andrea Gasbarroni     | Pinerolo     | definitivo |
| A        | Emanuele Romanini     | Pontisola    | definitivo |

### Sessione invernale
| Arrivi | Arrivi              | Arrivi  | Arrivi     |
| R.     | Nome                | da      | Modalità   |
| ------ | ------------------- | ------- | ---------- |
| A      | Samuel Darko Appiah | Cosenza | definitivo |

| Partenze | Partenze         | Partenze  | Partenze   |
| R.       | Nome             | a         | Modalità   |
| -------- | ---------------- | --------- | ---------- |
| D        | Matthias Solerio | Avellino  | prestito   |
| A        | Tommaso Lella    | Lumezzane | definitivo |

## Risultati

### Coppa Italia Lega Pro

#### Fase a gironi
| Arbitro: | Lorenzin (Castelfranco Veneto) |

|                                          |           |  |
| Bruno 43’ (rig.) Okyere 60’ Greselin 89’ | Marcatori |  |

| Arbitro: | Garofalo (Torre del Greco) |

|  |           |                           |
|  | Marcatori | 25’ Marotta 52’ Chiarello |

#### Fase ad eliminazione diretta
| Arbitro: | Tursi (Valdarno) |

|          |           |                                           |
| Bini 81’ | Marcatori | 3’ Sosio 23’ 63’ Bruno 76’ (rig.) Ferrari |

| Arbitro: | Miele (Torino) |

|                           |           |                    |
| Perna 84’, 95’ Lella 100’ | Marcatori | 34’ (rig.) Marconi |

| Arbitro: | Pietropaolo (Modena) |

|             |           |  |
| Cortesi 37’ | Marcatori |  |